# Modèle de l'électron libre
«  Modèle de Drude-Sommersfeld » redirige ici. Pour les autres significations, voir Drude et Sommerfeld.

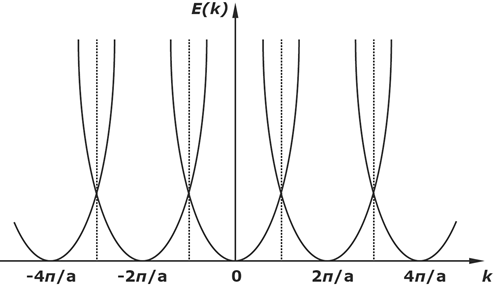
Relation de dispersion pour un électron libre, approximation du réseau vide

En physique du solide, le modèle de l'électron libre, ou modèle de Drude-Sommersfeld, est un modèle qui sert à étudier le comportement des  électrons de valence dans la structure cristalline d'un solide métallique.

## Description
Ce modèle, principalement développé par Arnold Sommerfeld, associe le modèle de Drude aux statistiques de Fermi-Dirac (mécanique quantique).